# Damien Boquet
Damien Boquet, né en 1969, est un historien médiéviste français spécialiste des émotions au Moyen Âge. Il est professeur à l’université d'Aix-Marseille.
Il a reçu le prix Augustin-Thierry de l'Académie française pour Sensible Moyen Âge en 2016.

## Biographie

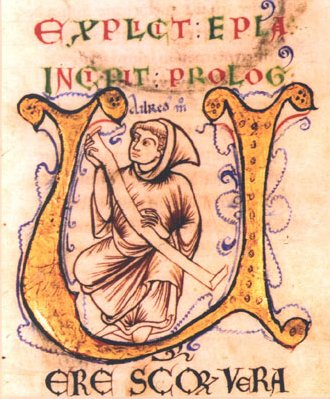
Représentation en enluminure d'Ælred de Rievaulx dans la miniature initiale de son écrit Miroir de la charité (De Speculo Caritatis)

Après avoir obtenu l’agrégation d’histoire en 1992, Damien Boquet a soutenu une thèse en études médiévales sous la direction de Paulette L’Hermite-Leclercq à l’université Paris-IV en 2002. Ce travail avait pour titre : L'Ordre de l'affect au Moyen Âge : autour de la notion d'affectus-affectio dans l'anthropologie cistercienne au XIIe siècle. Il s’est notamment intéressé, dans cette thèse, aux sentiments d'amitié entre les moines au sein des monastères. Le moine cistercien du XIIe siècle Ælred de Rievaulx occupe une place importante dans son analyse. La version remaniée de ce travail a été publiée en 2005 sous le titre de L’Ordre de l’affect.
En 2005, Damien Boquet devient MCF à l’université de Provence.
Avec l’historienne Piroska Nagy, il est coordinateur du programme de recherche sur les émotions au Moyen Âge (EMMA).

## Apports à l’étude des émotions au Moyen Âge
L’ensemble des travaux universitaires de Damien Boquet ont pour thème l’étude des émotions au Moyen Âge : à la fois la place qu’elles tenaient dans la société et leurs singularités par rapports aux émotions des sociétés contemporaines. Sur le premier point, Boquet affirme sa volonté de défaire l’idée selon laquelle les sociétés médiévales seraient marquées par des émotions débordantes et incontrôlées (vision irrationaliste) et où les femmes et les hommes de cette période sont vus comme des êtres immatures. Sur le second, il entend montrer que les émotions ne sont pas anhistoriques, c'est-à-dire égales dans le temps. Ainsi, il montre que des émotions très importantes au Moyen Âge le sont beaucoup moins aujourd'hui, c’est le cas, par exemple, de l’acédie, la componction, la dilection ou encore la vergogne.

### Historiciser les émotions sans lecture irrationaliste
Dès le XIXe siècle, des historiens se sont intéressés aux émotions. C'est le cas de Jules Michelet (historien romantique), qui, dans son Histoire de France (1833-1867) conçoit les émotions comme moteurs de l'histoire, c'est, selon lui, à la fois ce qui motive les puissants à prendre leur décision et les peuples à s'unir ou se battre. Toutefois, selon Michelet, au Moyen Âge, les hommes et les femmes sont « de grands enfants (...) des êtres attachants, quelque peu immatures »[réf. nécessaire].
L'historien néerlandais Johan Huizinga dans L'Automne du Moyen Âge (1919) propose une vision tout à fait similaire où les médiévaux sont des « géants à tête d'enfant, qui oscillent entre la peur de l'enfer et des plaisirs naïfs, entre la cruauté et la tendresse ».
Ces travaux pionniers ont le mérite de donner de l'importance aux émotions à une époque où l'histoire se fait très majoritairement avec le prisme de la rationalité (intérêts géopolitiques et économiques). Cependant, ils proposent une vision caricaturale des affects médiévaux. L'objectif des travaux de Boquet est de décrire les façons dont les femmes et les hommes de l'époque vivaient des émotions en se basant sur les conceptions propres à cette période.

### Place des émotions dans les sociétés médiévales

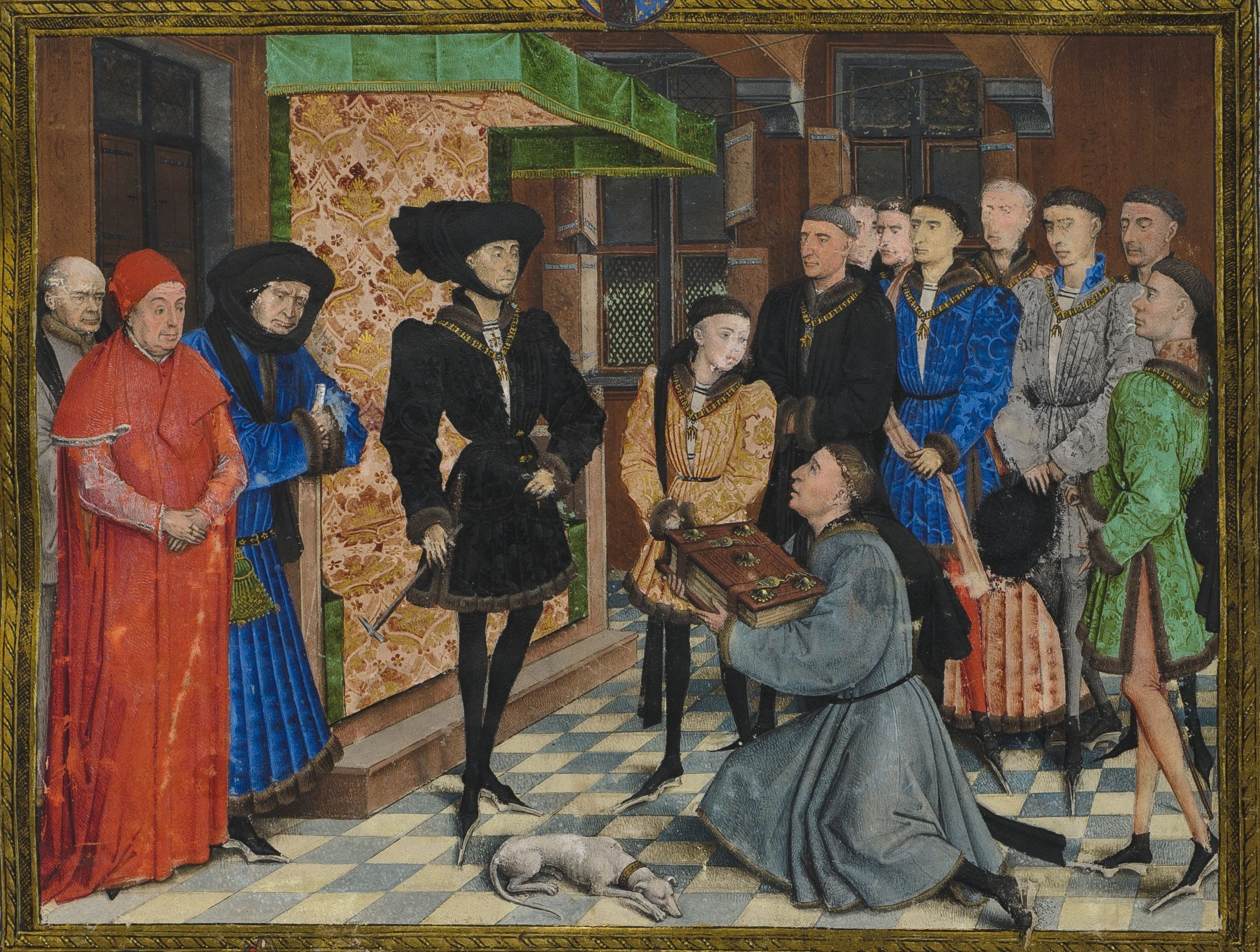
Charles le Téméraire enfant aux côtés de son père, le duc Philippe le Bon. Frontispice par Rogier van der Weyden des Chroniques de Hainaut, vers 1447-1448 (Bibliothèque royale de Belgique).

Selon Damien Boquet, les sociétés médiévales sont davantage marquées par les émotions que les sociétés contemporaines. Il n'y a pas, à l'époque, d'incompatibilité forte entre raison et émotion et les affects sont plus souvent extériorisés et montrés. De plus, il fait mention du « tournant affectif du XIe siècle », où, sous l'effet du christocentrisme du milieu du Moyen Âge, l'Église encourage les fidèles à utiliser la vie terrestre du Christ (et donc la Passion) comme modèle à suivre. Ce qui peut alors être qualifié de nouvelle pastorale des émotions. Celle-ci met, par exemple, en avant la honte ressentie par Adam et Ève après leur expulsion du paradis et qui les a, ensuite, dissuadé de commettre d'autres péchés. La honte est alors vue un moyen de s'orienter vers la vertu.
En conséquence, les émotions sont davantage visibles dans les sociétés médiévales. Boquet prend l'exemple de Charles le Téméraire qui pleure devant son parlement pour motiver sa demande de levée l'impôt. Il tient ainsi un discours d'affection pour montrer qu'il se préoccupe sincèrement des conditions d'existence de son peuple.

### Des émotions propres à la période

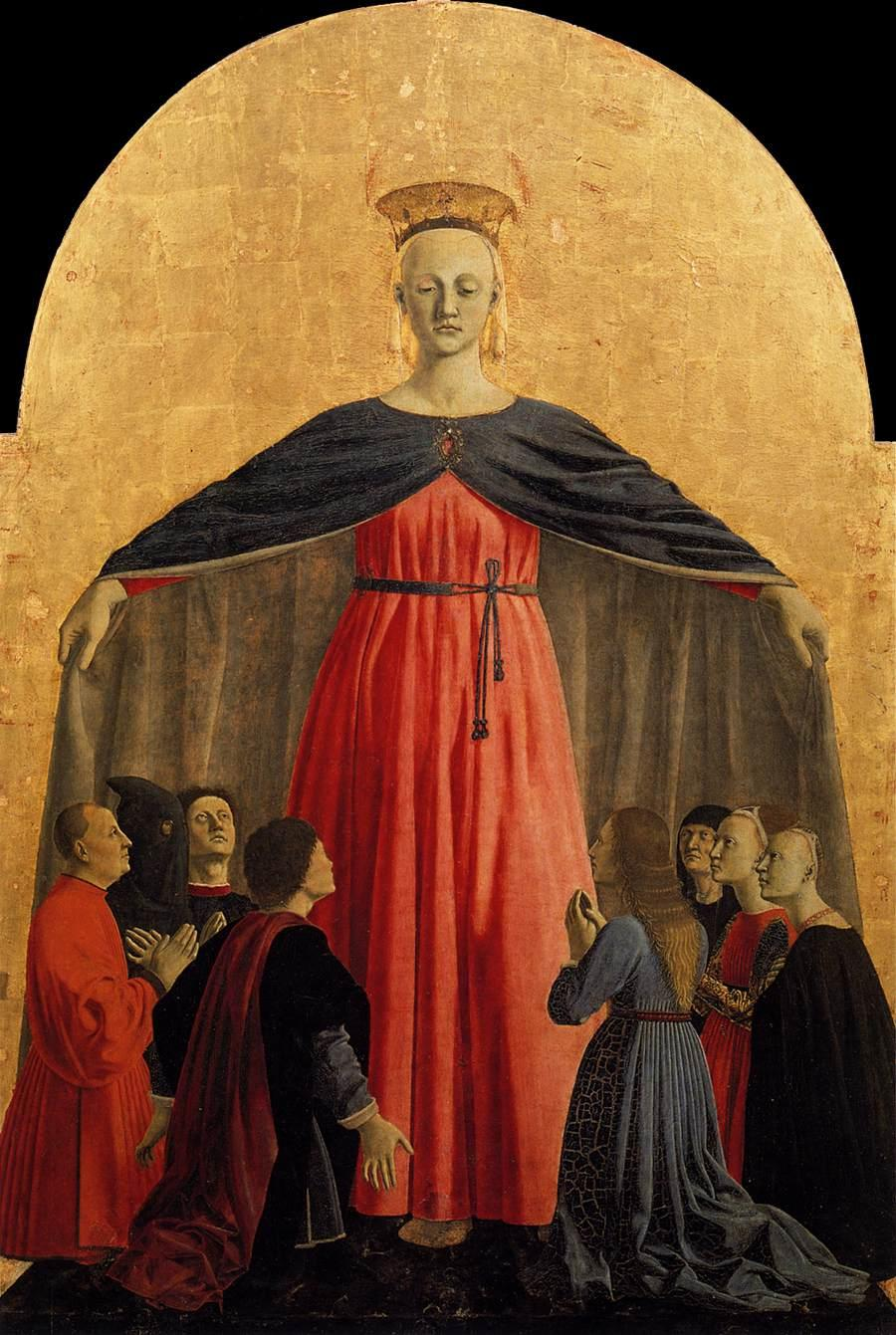
Représentation de la Vierge de miséricorde par Piero della Francesca (1445-1462), Museo Civico di Sansepolcro

Selon l'historien, l'étude de la terminologie des émotions au Moyen Âge montre plus qu'une simple évolution lexicale : des mots comme acédie, componction ou vergogne sont en fait des « renvois à des réalités singulières du Moyen Âge, des ressentis spécifiques. »
Ainsi, la componction est une forme précise de repentir (une tristesse qui naît d'un péché puis qui se console avec l'espoir de l'absolution). La componction est alors à comprendre de manière positive puisqu'elle permet l'espérance du pardon.
L'acédie est, elle, une émotion particulièrement redoutée des moines : c'est une forme de lassitude qui pour les religieux devient une perte d'espoir spirituel qui peut aller jusqu'au doute de la miséricorde divine.
La vergogne est une « honte par anticipation », c'est ce qui fait se sentir honteux à l'idée seule de subir un déshonneur. Au Moyen Âge on compte alors sur la vergogne pour dissuader les individus de commettre des péchés.
Enfin, la dilection est une forme « d'amour tendre, purement spirituel » que l'on peut retrouver, entre autres, parmi les époux.

## Ouvrages
- L'Ordre de l'affect au Moyen Âge : autour de l'anthropologie affective d'Aelred de Rievaulx, Caen, CRAHM, 2005, 378 p. (ISBN 2-902685-31-9)
- Avec Piroska Nagy (dir.), Politiques des émotions au Moyen Âge, Florence, Sismel edizioni, 2010, 358 p. (ISBN 978-88-8450-374-9)
- Avec Blaise Dufal et Pauline Labey, Une histoire au présent : les historiens et Michel Foucault, Paris, CNRS Editions, 2013, 374 p. (ISBN 978-2-271-08046-2)
- Avec Piroska Nagy, Sensible Moyen Âge : une histoire des émotions dans l'Occident médiéval, Paris, Seuil, coll. « L'Univers historique », 2015, 467 p. (ISBN 978-2-02-097645-9)Prix Augustin-Thierry, Académie française : 2016
- (en) Medieval sensibilities: a history of emotions in the Middle Ages (trad. Robert Shaw, traduction de Sensible Moyen Âge), Cambridge, UK, Medford : Polity, 2018, 364 p. (ISBN 978-1-5095-1465-6)
- Sainte Vergogne : les privilèges de la honte dans l'hagiographie féminine au XIIIe siècle, Paris, Classiques Garnier, 2020, 551 p. (ISBN 978-2-406-10315-8)
- Avec Piroska Nagy et Lidia Zanetti Domingues, Histoire des émotions collectives : épistémologie, émergences, expériences, Paris, Classiques Garnier, 2022, 425 p. (ISBN 978-2-406-13100-7)